# Wade Von Grawbadger
Wade von Grawbadger é arte-finalista, conhecido por seu trabalho em histórias em quadrinhos americanas, em especial pela série Starman, pela qual foi dois vezes indicado ao Prêmio Eisner de "Melhor equipe de arte" ao lado do desenhista Tony Harris. Também trabalhou nas bandas desenhadas da Guerra das Estrelas, Capitão América, e Homem-Aranha, entre outros.